# هوهنالتایم
هوهنالتایم (به آلمانی: Hohenaltheim) یک شهر در آلمان است که در دناو-ریس واقع شده‌است.